# Stanislav Zas
 (novembre 2022).
Si vous disposez d'ouvrages ou d'articles de référence ou si vous connaissez des sites web de qualité traitant du thème abordé ici, merci de compléter l'article en donnant les références utiles à sa vérifiabilité et en les liant à la section « Notes et références ».
Stanislav Vasilievich Zas ( biélorusse : Станісла́ў Васі́левіч Зась , russe : Станислав Васильевич Зась ) est un général de corps d'armée et un homme politique biélorusse d'origine ukrainienne, ancien secrétaire général de l'Organisation du traité de sécurité collective et ancien secrétaire général du conseil de sécurité de Biélorussie (en).

## Carrière
Né à Tchernihiv en 1964, dans la république socialiste soviétique d'Ukraine, Stanislav Zas est ensuite allé en Biélorussie, où il a terminé ses études à l'académie militaire de Biélorussie en 1996[réf. souhaitée].
En décembre 2018, il a été proposé comme candidat au poste de secrétaire général de l'Organisation du traité de sécurité collective, en remplacement du  colonel général arménien Youri Khatchatourov (en),,,.